# Banja Luka Challenger 2021
Il Banja Luka Challenger 2021 è stato un torneo maschile di tennis giocato sulla terra rossa. Era la 19ª edizione del torneo, facente parte della categoria Challenger 80 nell'ambito dell'ATP Challenger Tour 2021. Si è giocato al Park Mladen Stojanović di Banja Luka, in Bosnia ed Erzegovina, dal 6 al 12 settembre 2021.

## Partecipanti

### Teste di serie
| Nazionalità | Giocatore               | Ranking* | Testa di serie |
| ----------- | ----------------------- | -------- | -------------- |
| Slovacchia  | Andrej Martin           | 122      | 1              |
| Argentina   | Juan Manuel Cerúndolo   | 135      | 2              |
| Argentina   | Tomás Martín Etcheverry | 142      | 3              |
| Serbia      | Nikola Milojević        | 160      | 4              |
| India       | Sumit Nagal             | 164      | 5              |
| Serbia      | Danilo Petrović         | 177      | 6              |
| Rep. Ceca   | Zdeněk Kolář            | 182      | 7              |
| Rep. Ceca   | Vít Kopřiva             | 202      | 8              |

* Ranking al 23 agosto 2021.

### Altri partecipanti
I seguenti giocatori hanno ricevuto una wild card per il tabellone principale:
- Dražen Petrović
- Vladan Tadić
- Marko Topo

I seguenti giocatori sono passati dalle qualificazioni:
- Martín Cuevas
- Jonathan Mridha
- David Poljak
- Marko Tepavac

## Punti e montepremi
| Torneo    | Torneo              | V     | F     | SF    | QF    | 2T  | 1T  | Q | Q2  | Q1  |
| Singolare | Punti               | 80    | 48    | 29    | 15    | 7   | 0   | 4 | 1   | 0   |
| Singolare | Premi in denaro (€) | 6 190 | 3 650 | 2 160 | 1 260 | 730 | 450 | – | 225 | 115 |
| Doppio    | Punti               | 80    | 48    | 29    | 15    | –   | 0   | – | –   | –   |
| Doppio    | Premi in denaro (€) | 2 670 | 1 550 | 930   | 550   | –   | 310 | – | –   | –   |

## Campioni

### Singolare
Juan Manuel Cerúndolo ha sconfitto in finale  Nikola Milojević con il punteggio di 6–3, 6–1.

### Doppio
Antonio Šančić /  Nino Serdarušić hanno sconfitto in finale  Ivan Sabanov /  Matej Sabanov con il punteggio di 6–3, 6–3.